# Rubeho-Berge

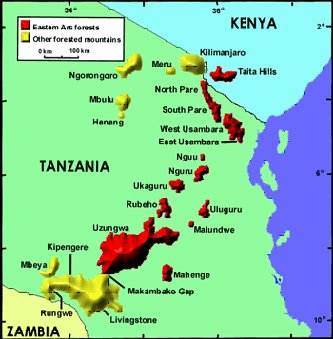
Lage der Rubeho Mountains

Die tansanischen Rubeho-Berge sind aus Granit- und Gneisstrukturen aufgebaut und zählen zur Kette der geologisch alten (circa 200 Millionen Jahre) Eastern Arc Mountains. Diese tragen Regenwälder, die seit etwa 30 Millionen Jahren existieren und ausgesprochen artenreich sind.
Die Rubeho-Berge liegen im Grenzbereich der Distrikte Mpwapwa (in der Region Dodoma) und Kilosa (Region Morogoro) im Zentrum Tansanias. Sie erstrecken sich zwischen den Flüssen Mkondoa im Norden (06°32'S) und Ruaha im Süden (07°34'S) und umfassen Höhen von 600 bis 2.225 m (auch 400–2.286 m werden gelegentlich genannt).
Sie bestehen aus einem zerklüfteten Hochland-Plateau mit zahlreichen isolierten Bergrücken und -blöcken, u. a. Mang’alisa, Kiboriani Mountains, Pala-Ulanga und Wota. Sie sind weitgehend bewaldet, von ursprünglich 788 km² Wald sind noch 499 km² erhalten.

## Schutzgebiete
In den Rubeho-Bergen und der dortigen Important Bird Area (IBA TZ064) liegen drei nationale Wald-Schutzgebiete: Ukwiva (54.635 ha), Mafwemiro (3.238 ha) und Mangalisa (4.988 ha).
Ukwiva umfasst das Haupt-Massiv und steigt vom Flusstal des Myombo (auf etwa 1.000 m) zum Gipfel des Ledengombe auf 1.941 m auf. Der westliche Teil des Ukwiva-Schutzgebiets umfasst trockene Bergwälder auf 1.600–1.700 m. Diese sind relativ niedrigwüchsig (10–15 m) und werden in den Tälern von Macaranga kilimandscharica, einem baumartigen Wolfsmilchgewächs dominiert. Der östliche Bereich ist deutlich feuchter und von Menschen ungestört.
Mangalisa umfasst das Hochplateau eines isolierten Gebirgsblocks im Becken des Great Ruaha River.
Mafwemiro befindet sich am südlichen Ausläufer des nordwestlichen Plateaus und 15 km westlich des Hauptplateaus und erreicht eine Höhe von 2.286 m. Die Vegetation besteht aus natürlichen, halbimmergrünen Waldgebieten und stärker gestörten Waldflächen im Norden sowie reifen Steineiben-Wäldern im Süden.

## Flora und Fauna
In den Rubeho-Bergen liegen 499 Quadratkilometer natürlicher Wald.
Es wurden zwei Wirbeltierarten entdeckt/beschrieben, die weltweit nur dort zu finden sind: Xenoperdix obscurata (Rubeho-Wachtel) und Arthroleptis nikeae (engl. Rubeho squeaker, Frosch aus der Familie der Langfingerfrösche). Mindestens elf weitere Wirbeltier-Arten kommen nur in den Eastern Arc Mountains vor. So z. B. das Berggalago (Galagoides orinus), der Usambara-Uhu (Bubo vosseleri) und die Chamäleon-Arten Bradypodion oxyrhinum und Chamaeleo werneri. Großsäuger wie Afrikanischer Elefant und Afrikanischer Büffel leben im Ukwiva Schutzgebiet, zumindest einige von ihnen wandern jährlich zwischen den Wäldern der Rubeho-Berge und dem Mikumi-Nationalpark. Der Rotducker (Cephalophus natalensis) kommt in Mangalisa vor. Untersuchungen zu Wirbellosen sowie genauere Erfassungen der Flora wurden bisher nicht durchgeführt (Stand 2006).

## Gefährdung
Etwa 37 % der ursprünglichen Wälder gingen in den Rubeho-Bergen verloren, dieser Verlust ist deutlich geringer als bei den anderen Gebirgsmassiven der Eastern Arc Mountains. Die verbleibenden Wälder werden teilweise durch Feuer, die Umwandlung in Farmland (Anbau von Bohnen und Tabak), Holzeinschlag und Jagdcamps beeinträchtigt. Elefanten werden sowohl des Fleisches als auch des Elfenbeins wegen gewildert.